# Маасланд, Бриджет
Бри́джет Маа́сланд (нидерл. Bridget Maasland; 9 ноября 1974, Гаага, Южная Голландия, Нидерланды) — нидерландская актриса, продюсер, фотомодель, журналистка и телеведущая.

## Биография
Бриджет Маасланд родилась 9 ноября 1974 года в Гааге. У Бриджет есть брат — Брайан Маасланд. До 2009 года Бриджет состояла в фактическом браке с Пепийном Падбергом. У бывшей пары есть сын — Мис Кингстон Падберг (род. 13.09.2008).
Бриджет начала карьеру актрисы, продюсера, фотомодели, журналистки и телеведущей в 1990-х годах.